# Convent i església de la Mercè (Girona)
El Convent i església de la Mercè és una església del municipi de Girona inclosa en l'Inventari del Patrimoni Arquitectònic de Catalunya.

## Descripció

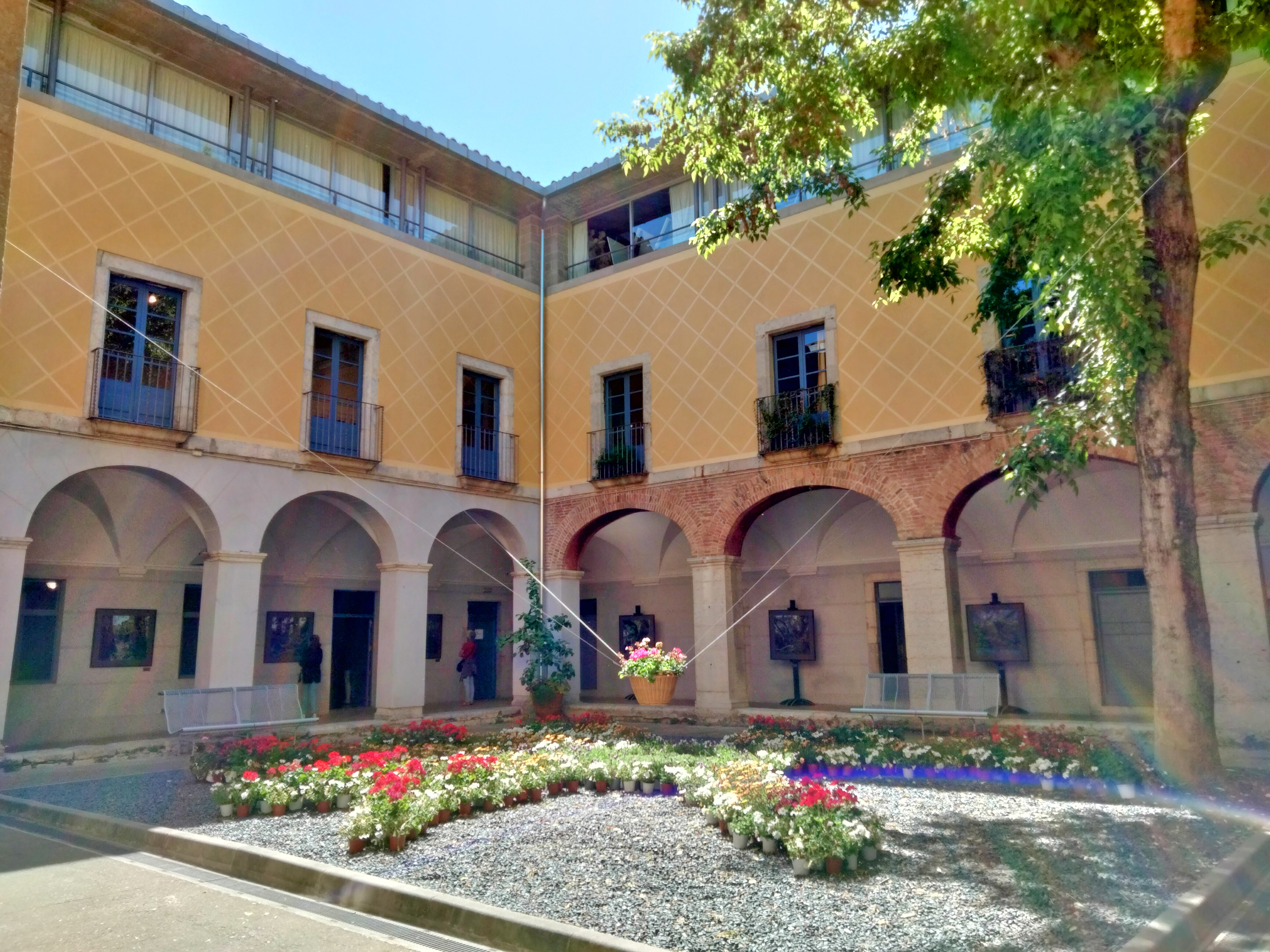
El claustre durant el Temps de flors

Al centre del convent hi ha un claustre de planta quadrangular, voltat d'arcs de mig punt rebaixats que descansen sobre pilastres quadrades, a la planta baixa, i parets massisses amb balcons al pis. Recentment s'ha remodelat l'edifici, ampliant-lo en una planta superior. L'ampliació presenta obertures corregudes a les façanes dels claustre. L'església es troba a la banda septentrional del convent. És d'una sola nau coberta amb volta ogival i capelles laterals. No presenta absis. L'enteixinat existent actualment, és fruit de la rehabilitació efectuada en els darrers anys, que ha afectat al conjunt del convent.

## Centre Cultural La Mercè
El Centre Cultural La Mercè és un equipament municipal, polivalent i pluridisciplinari a Girona (Catalunya) que gestiona una programació d'activitats culturals i que acull iniciatives diverses. L'objectiu del centre és dotar la ciutat d'un espai obert a l'activitat cultural en el qual es faciliti el coneixement i es potenciï l'intercanvi entre artistes, intel·lectuals, estudiants i públic en general. El centre vol acollir totes les persones interessades en l'art i les lletres i oferir ple d'activitats per a la ment i els sentits.

## Història
Fins a la Desamortització, l'edifici funcionà com a convent dels Mercedaris a Girona. Després passa a mans de l'exèrcit que hi instal·là una caserna de soldats. Posteriorment es transformà en hospital militar. Fa pocs anys fou adquirit per l'ajuntament i que remodelà el conjunt per instal·lar-hi l'Escola d'Arts i Oficis municipal. Actualment s'hi imparteixen d'art, dibuix, tapís, etc.